# Haliclona debilis
Haliclona debilis är en svampdjursart som beskrevs av Gustavo Pulitzer-Finali 1993. Haliclona debilis ingår i släktet Haliclona och familjen Chalinidae. Inga underarter finns listade i Catalogue of Life.